# Kinotawr

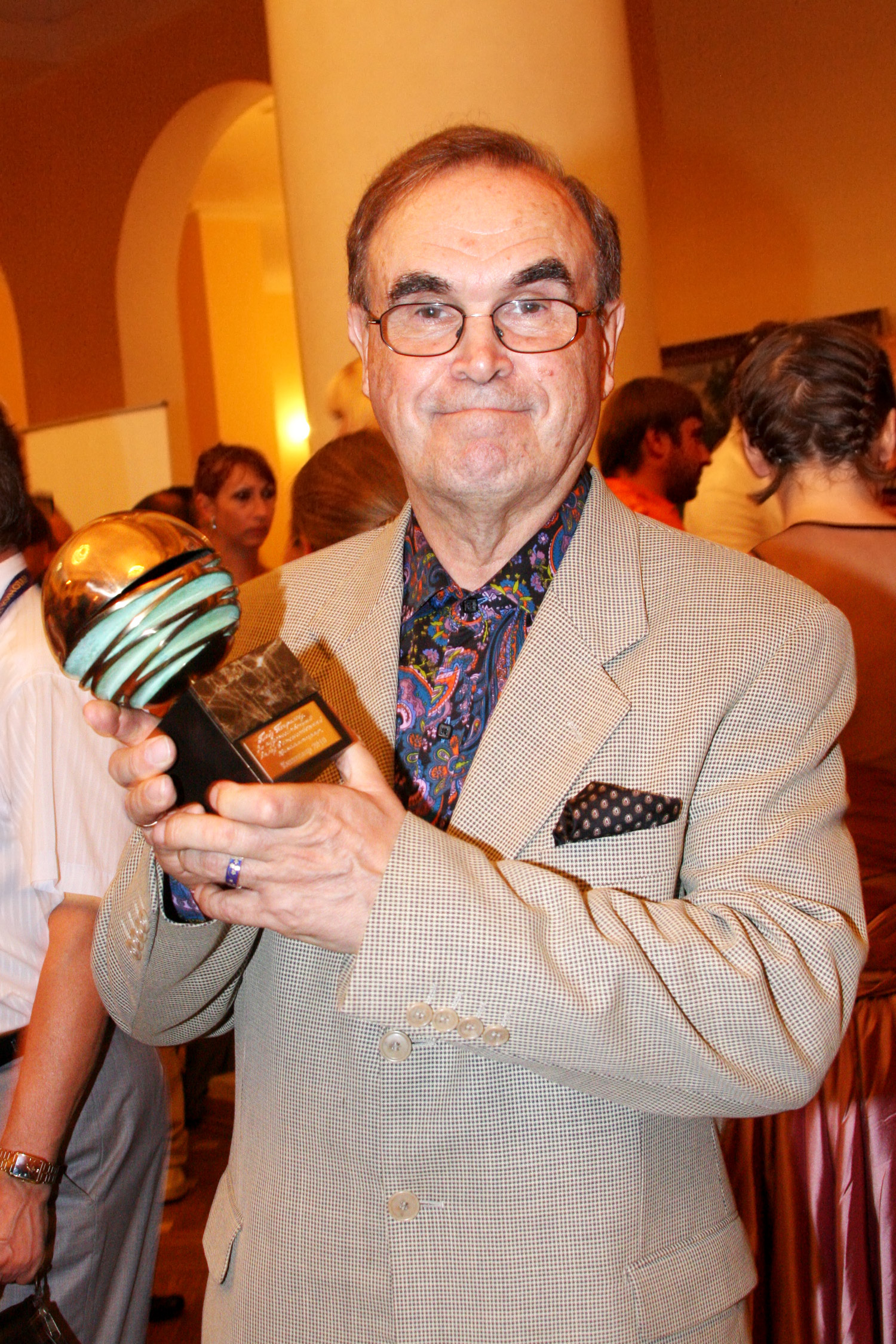
Gleb Panfilow nimmt einen Preis auf dem Kinotawr 2010 entgegen

Kinotawr (russisch Кинотавр; international auch in der Schreibweise Kinotavr) ist ein seit 1991 jährlich im Sommer stattfindendes Filmfestival in der südrussischen Stadt Sotschi am Schwarzen Meer. Ins Leben gerufen wurde das Festival von Mark Rudinstein und Oleg Jankowski. Es gehört neben dem Internationalen Filmfestival Moskau zu den wichtigsten Filmfestivals Russlands.
Ursprünglich richtete sich das Festival nur an russische Filmschaffende, im Jahr 2011 wurde das geografische Kriterium jedoch aufgehoben, Filmbeiträge zu Kinotawr müssen jetzt nur noch in russischer Sprache abgedreht worden sein um teilnehmen zu könne, können aber in einem beliebigen Land produziert worden sein.
Der Name der Veranstaltung ist ein Kofferwort aus Kino und Minotaurus (russisch Minotawr).

## Preise
- Großer Preis (Главный приз)
- Preis für die beste Regie (Приз за лучшую режиссуру)
- Preis für das beste Debüt (Приз за лучший дебют)
- Preis für die beste weibliche Darstellerin (Приз за лучшую женскую роль)
- Preis für den besten männlichen Darsteller (Приз за лучшую мужскую роль)
- Preis für die beste Kamera (Приз за лучшую операторскую работу)
- Grigori-Gorin-Preis für das beste Drehbuch (Приз им. Г. Горина «За лучший сценарий»)
- Mikael-Tariwerdijew-Preis für die beste Filmmusik (Приз им. М. Таривердиева «За лучшую музыку к фильму»)
- Kurzfilmpreis (Приз конкурса «Кинотавр. Короткий метр»)

Daneben wurden häufig Sonderpreise vergeben.